# Dębowola
Dębowola (prononciation : [dɛmbɔˈvɔla]) est un village polonais de la gmina de Magnuszew dans le powiat de Kozienice de la voïvodie de Mazovie dans le centre-est de la Pologne.
Il se situe à environ 7 kilomètres au sud de Magnuszew (siège de la gmina), 20 kilomètres au nord-ouest de Kozienice (siège du powiat) et à 62 kilomètres au sud-est de Varsovie (capitale de la Pologne).
Le village possède approximativement une population de 170 habitants en 2006.

## Histoire
De 1975 à 1998, le village appartenait administrativement à la voïvodie de Radom.